# Gülnura Tasztanbekowa
Gülnura Tasztanbekowa (kirg. Гүлнура Таштанбекова; ur. 2005) – kirgiska zapaśniczka walcząca w stylu wolnym.
Brązowa medalistka mistrzostw Azji w 2024; piąta w 2025. Druga na mistrzostwach Azji juniorów w 2023 roku.